# 3M22 Cyrkon
3M22 Cyrkon (SS-N-33) – dwustopniowy przeciwokrętowy hipersoniczny kierowany pocisk rakietowy produkcji rosyjskiej, o zasięgu ok. 500-750 km. Przenoszony drogą lądową, powietrzną, lub podwodną. Produkowany przez NPO Maszynostrojenie. 

## Budowa i działanie
Pocisk dwustopniowy (pierwszy z paliwem stałym; drugi z silnikiem scramjet). Według doniesień medialnych ma osiągać prędkość maksymalną Mach 8-9. Naprowadzany radarowo, aktywnie oraz pasywnie, przez GPS. lub zdalnie.
Zasięg pocisku szacuje się na 500 km (lot na niskiej wysokości) do 750 km (lot po trajektorii zbliżonej do balistycznej), ale rosyjskie media podają zasięg do 1 000 km. Trafił na wyposażenie krążowników rakietowych projektu 1144.
Długość pocisku szacowana jest na 10 metrów. Masa głowicy bojowej na 300-400 kg.. Ma podstawie szczątków Cyrkona onalezionych na Ukrainie stwierdzo, że wbrew rosyjskim twierdzeniom, pocisk tego typu nie jest napędzany silnikiem scramjet, lecz prostszego technologicznie typu ramjet.

## Użycie bojowe
Pierwsze odnotowane użycie bojowe pocisku nastąpiło 6 lutego 2024 w ataku rakietowym na Kijów, w trakcie inwazji na Ukrainę. Pocisk miał zostać zestrzelony, a uwagę obrony przeciwlotniczej miała zwrócić nietypowa trajektoria lotu. Strona ukraińska nie potwierdziła, że był to pocisk tego konkretnego rodzaju.